# Microsoft Flight Simulator 98
O Microsoft Flight Simulator 98 é um dos simuladores da série Microsoft Flight Simulator, desenvolvido em 1997 pela Microsoft Game Studios e publicado pela Ubisoft.
Esta é a sexta versão do Microsoft Flight Simulator, segundo desenvolvido expressivamente para Windows (e não para MS-DOS), precedido pelo Microsoft Flight Simulator '95 e sucedido pelo Microsoft Flight Simulator 2000 Entre as principais inovações, está a possibilidade de pilotar um helicóptero, função não implementada nas versões anteriores.

## Características
As principais características do Microsoft Flight Simulator 98 são a presença de mais de 3.000 aeroportos reais e 45 áreas metropolitanas. Há também vários cenários, condições meteorológicas reais, 7 aeronaves (equipadas com painéis 2D e 3D), além da possibilidade de pilotar o helicóptero  Bell 206B JetRanger.